# Stefan Weeke

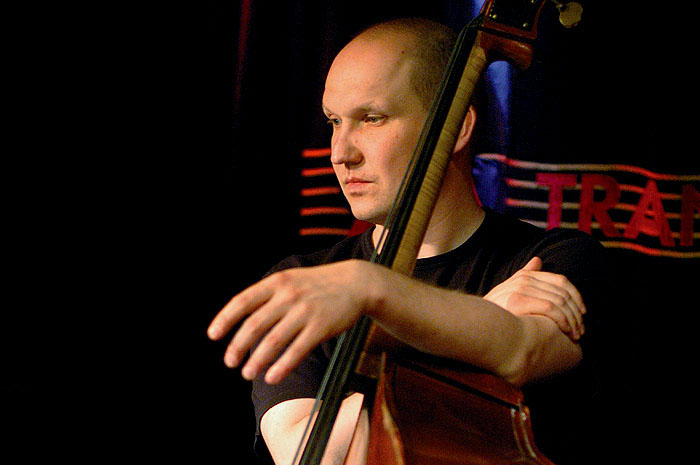
Stefan Weeke

Stefan Weeke (* 1971 in Celle) ist ein deutscher Jazzbassist.

## Leben
Weeke unternahm u. a. im Auftrag es Goethe-Instituts mit dem Trio Triocolor (mit Jens Thomas und Björn Lücker), das bereits 1994 den ersten Preis beim European Jazz Contest in Brüssel gewonnen hatte, Konzertreisen durch Ghana, Mexiko, Kuba und verschiedene Länder Asiens. Als Sideman arbeitete er neben anderen mit Christian von der Goltz, Herb Ellis, David Liebman, Carla Bley, Charlie Mariano, Joe Lovano und Philip Catherine.
Weeke leitet ein eigenes Trio mit dem Gitarristen Christian Kögel und dem Schlagzeuger Eric Schaefer. Außerdem ist er mit Heinrich Köbberling Mitglied des Trios von Maria Baptist. Nach Tourneen 2001 und 2002 mit Gitte Hænning nahm er mit ihr, Sebastian Weiss und Thomas Alkier das Album Jazz auf.
2005 veröffentlichte er mit seinem Trio das Album Frau Anders & Herr Gleich. 2006 trat Weeke mit dem griechischen Sänger Jannis Zotos auf. Mit dem klassischen Sänger Immo Schröder realisierte er ein Crossover-Projekt, das auf Schuberts Winterreise basierte.
Im 2006 gegründeten Ensemble Ranin (mit Nasser Kilada, Christian Kögel und Martin Klingenberg) wird ägyptische Volksmusik mit der europäischen Improvisationstradition verbunden. Im gleichen Jahr gründeten Dan Gottshall, Rolf Römer, Tino Derado, Kevin Burrell, Ernst Bier und Weeke in Berlin das MetroSonicEnsemble. 2007 unternahm er eine Tournee mit dem Meike-Goosmann-Quintett (mit Jeanfrançois Prins, Julia Hülsmann und Uli Moritz), mit dem das Album Portrait entstand. Auch gehörte er zur Gruppe alony von Efrat Alony.

## Diskographie
- Triocolor: Up To Now, 1994
- Triocolor: KlängeMachenGehen, 1997
- Triocolor: Colours of Ghana, 1999
- Gitte Hænning: Jazz, 2003
- Stephan-Max Wirth Ensemble: Illumination (mit Stephan-Max Wirth, Simon Jakob Drees, Julia Hülsmann, Frank Wingold, Marcel van Cleef), 2004
- Stefan Weeke Trio: Frau Anders & Herr Gleich, 2005
- Meike-Goosmann-Quintett: Portrait, 2007